# Superintendencia Financiera de Colombia

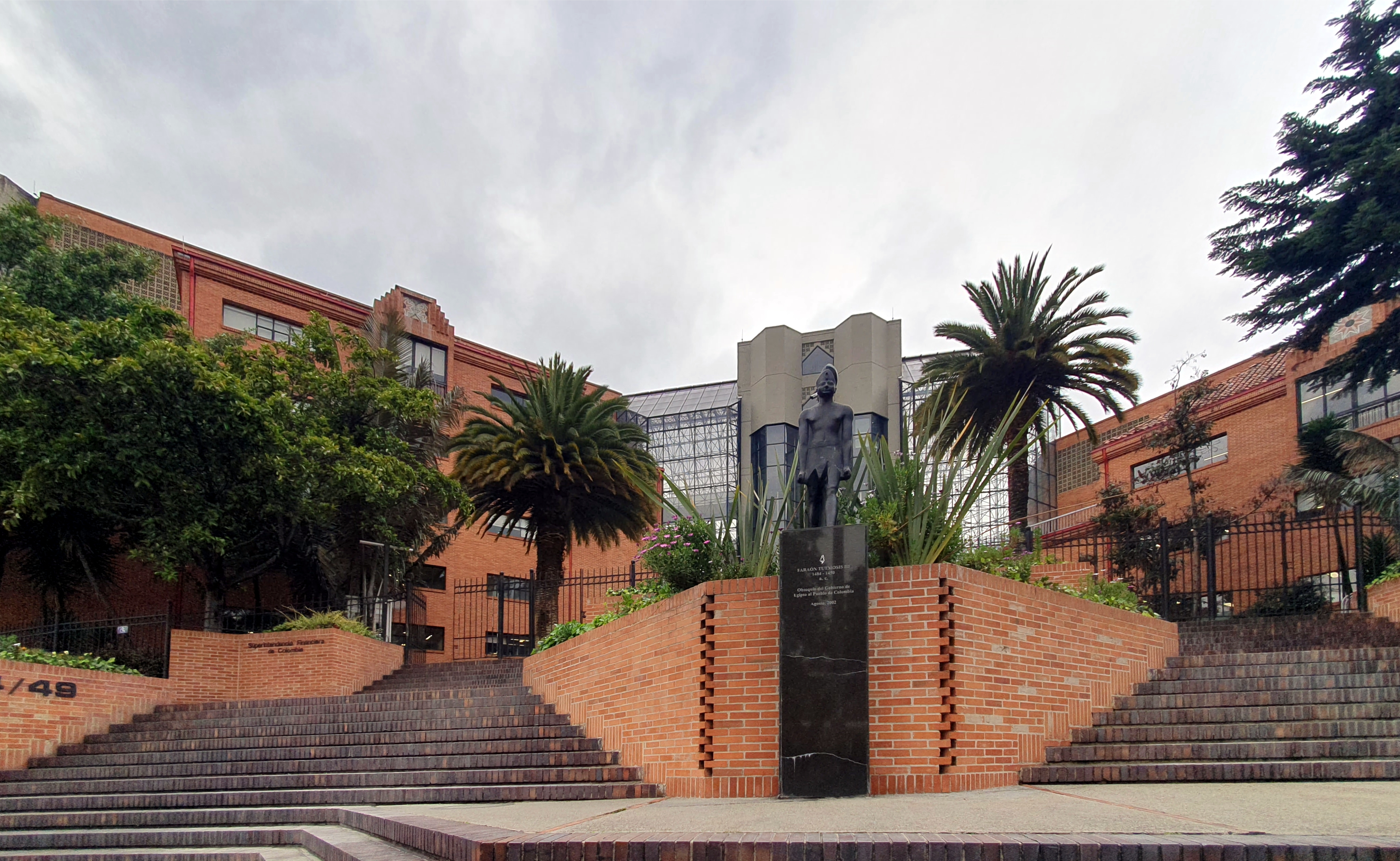
Surintendance en Bogotá

La surintendance financière de Colombie (espagnol : Superintendencia Financiera de Colombia) est une institution financière colombienne dont la mission est de contrôler le système financier colombien. 

## Histoire
La surintendance financière est créée sous la présidence de Pedro Nel Ospina (1922-1926), au cours de laquelle le système financier est complètement réformé. Une mission étrangère, dirigée par le professeur Edwin Walter Kemmerer met en œuvre cette réforme en proposant au gouvernement colombien diverses mesures pour moderniser le pays. L'une de ces mesures est avalisée au travers de la loi 45 de 1923 qui crée la Surintendance financière, chargée de contrôler le système financier colombien.